# 金輝集團
金輝集團有限公司 （英語：Jinhui Shipping Company Limited，港交所：0137、OTCBB：JNSTY
）是一家在香港交易所上市的航運公司，主要業務為船舶租賃、擁有船舶及貿易業務。
金輝集團主要透過Jinhui Shipping and Transport（金輝船務運輸股份有限公司）經營航運業務，Jinhui Shipping是挪威奧斯陸證券交易所上市公司，金輝集團現持有Jinhui Shipping 54.77%的股權。

## 站外連結
- 金輝集團官方網站 （页面存档备份，存于）